# Spiele der kleinen Staaten von Europa 2011
| XIV. Spiele der kleinen Staaten von Europa | XIV. Spiele der kleinen Staaten von Europa |
| ------------------------------------------ | ------------------------------------------ |
| Ausrichtendes Land                         | Liechtenstein                              |
| Teilnehmende Nationen                      | 9                                          |
| Eröffnung                                  | 30. Mai 2011                               |
| Schlussfeier                               | 4. Juni 2011                               |

| Medaillenspiegel | Medaillenspiegel | Medaillenspiegel | Medaillenspiegel | Medaillenspiegel | Medaillenspiegel |
| Platz            | Land             | Gold             | Silber           | Bronze           | Gesamt           |
| ---------------- | ---------------- | ---------------- | ---------------- | ---------------- | ---------------- |
| 1                | Zypern           | 32               | 30               | 20               | 82               |
| 2                | Luxemburg        | 30               | 15               | 27               | 72               |
| 3                | Island           | 20               | 23               | 25               | 68               |
| 4                | Malta            | 8                | 12               | 9                | 29               |
| 5                | Liechtenstein    | 6                | 10               | 11               | 27               |
| 6                | Monaco           | 6                | 9                | 14               | 29               |
| 7                | Montenegro       | 4                | 2                | 2                | 8                |
| 8                | Andorra          | 3                | 7                | 5                | 15               |
| 9                | San Marino       | 3                | 4                | 11               | 18               |

Die XIV. Spiele der kleinen Staaten von Europa (GSSE, Games of the Small States of Europe) wurden vom 30. Mai bis zum 4. Juni 2011 im Fürstentum Liechtenstein ausgetragen. Sie wurden vom Liechtensteinischen Olympischen Sportverband (LOSV) veranstaltet. Liechtenstein war zum zweiten Mal nach 1999 Gastgeber der Spiele. Die Eröffnungsfeier fand am 30. Mai 2011 im Vaduzer Rheinparkstadion statt und die Abschlusszeremonie fand am 4. Juni 2011 auf dem Lindaplatz in Schaan statt.

## Sportarten
| - Squash - Judo - Leichtathletik - Schießen - Schwimmen - Radsport - Tennis - Tischtennis - Volleyball - Beachvolleyball |

## Wettkampfstätten
| Sportart        | Wettkampfstätte                            | Ort                  |
| --------------- | ------------------------------------------ | -------------------- |
| Beachvolleyball | Weiherring Mauren Primarschule Triesenberg | Mauren Triesenberg   |
| Judo            | SZU Eschen                                 | Eschen               |
| Squash          | Squashhouse Vaduz                          | Vaduz                |
| Leichtathletik  | Rheinwiese Schaan                          | Schaan               |
| Radsport        | Straße und Zeitfahren Mountain Bike        | Ruggell Schellenberg |
| Schießen        | Gemeindesaal Balzers                       | Balzers              |
| Schwimmen       | Schwimmbad Mühleholz                       | Schaan               |
| Tischtennis     | Dreifachturnhalle Triesen                  | Triesen              |
| Tennis          | Main Center                                | Vaduz                |
| Volleyball      | TC Bahnholz Vaduz                          | Vaduz                |